# Irsk neutralitet
 Der er for få eller ingen kildehenvisninger i denne artikel, hvilket er et problem. Du kan hjælpe ved at angive troværdige kilder til de påstande, som fremføres i artiklen.

Irland har traditionelt en militær "neutralitetspolitik". Irland var neutral under 2. Verdenskrig og har aldrig været medlem af NATO eller andre militære organisationer. Udformningen og begrundelsen for den neutrale politik har ændret sig. Særlig Irlands medlemskab af EU set i forhold til neutralitetspolitiken har været et af stridspunkterne i de irske folkeafstemninger om EU-traktaterne. 
Irland har en relativt lille forsvarsstyrke. Mens de fleste neutrale stater ikke tillader nogen fremmed militær inden for deres område, har Irland tilladt fremmede militærfly at tanke op på Shannon Airport. 1952 blev der ved lov bestemt, at der undtagelsesvis kunne gives tilladelse til at udenlandske militære fly overflyver eller lander i Irland, hvis de ikke medfører våben, og at de ikke vil deltage i militære øvelser eller operationer.
Efter terrorangrebet den 11. september 2001 i New York fik udenlandske militærfly, der under FN deltager i jagten på terrorister, tilladelse til at lande i Irland. Irske regeringer har altid sagt, at hvis der gives tilladelse til at militære fly benytter irsk jord, ikke betyder at Irland deltager i en eventuel militær konflikt, men er forenelig med en neutral holdning. 
En neutral stat kan også give sine borgere tilladelse til at gøre tjeneste i andre landes militære styrker. For eksempel gav den irske regering under 2. Verdenskrig sine borgere tilladelse til at melde sig til tjeneste i den britiske hær. 

## Historie
1937 var det strafbart for irske statsborgere at deltage i den Spanske borgerkrig. 
Under 2. Verdenskrig valgte Irland at forblive neutral. Den irske neutralitet under krigen blev truet indefra af den Irske Republikanske Hær som forsøgte at fremprovokere en konfrontation mellem Storbritannien og Irland, men det mislykkedes. 
Ca. 70.000 irske borgere meldte sig som frivillige i den britiske hær. De Allieredes fly fik lov til at overflyve og tanke i irske lufthavne. I alt 1.400 militære flyvemaskiner og 15.000 soldater passerede gennem Foynes lufthavnen i krigsårene. 
Under Den Kolde Krig, fastholdt Irland sin neutralitetspolitik og nægtede at blive medlem af NATO. Et tilbud fra USA om at at oprette en separat alliance med USA blev ligeledes afvist.